# Автобан A46 (Німеччина)
Федеральний автобан A46 (A46, нім. Bundesautobahn 46)  – автомагістраль у німецькій землі Північному Рейні-Вестфалія. Він складається з трьох окремих ділянок, які ведуть від Гайнсберга через Дюссельдорф до Вупперталя, від Хагена до Гемера та від Арнсберга до Ольсберга.
Ділянка від Дюссельдорфа до Вупперталя була побудована ще в 1960-х роках як чотирисмугова нова конструкція B326. Продовження від Нойса в напрямку Гайнсберга йде частинами за маршрутом B1 і було створено, як і ділянку між Хаген у 1970 році в Хемері. Будівництво лінії від Арнсберга до Ольсберга, яка є продовженням лінії A445, яка розпочалася у Верлі, розпочалася у 1980-х роках і продовжувалось до 2019 року.
Усунення розриву між Хемером і Арнсбергом все ще знаходиться на стадії планування, між Вупперталем і Хагеном ця ze względu na trudne topography і A1, що рухається в тому ж напрямку, більше не використовується. Раніше запланована південна об’їзна дорога Нойса була залишена, а натомість ділянку A57 було подвійно пронумеровано, так що раніше окремі ділянки Хайнсберг-Нойсс і Дюссельдорф-Вупперталь були об’єднані.

## Маршрут

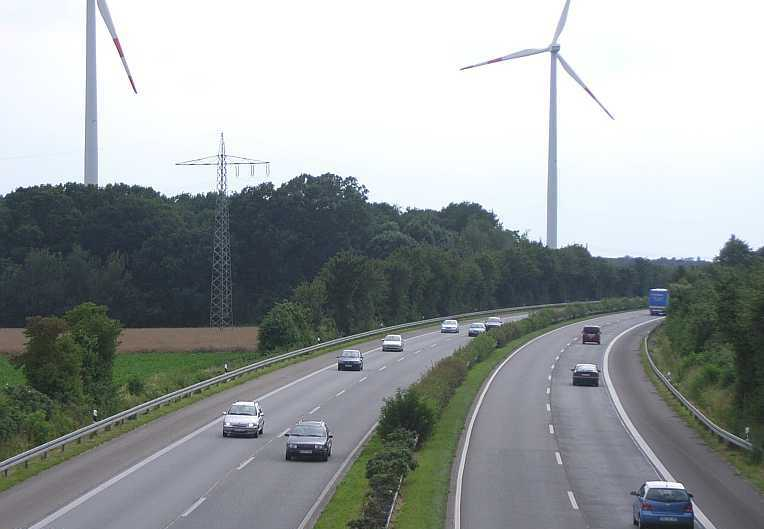
Автобан A46 біля Гюккельгофена.

## Гайнсберг–Вупперталь
На перехресті Гайнсберг федеральна траса 56, яка починається на німецько-голландському кордоні в Зельфкант-Міллен, зливається з A46, яка - на відміну від федеральної - має окремі проїжджі частини. Автобан пролягає рівнинним ландшафтом західного Нижнього Рейну повз міста Гюккельгофен і Еркеленц.

## Хаген-Хемер
Друга ділянка починається на перехресті Гайніцштрассе/Едуард-Мюллер-Штрассе в Гаґен, але позначена як федеральний автобан лише від перехрестя Хагена, яке перетинає A45 (Дортмунд–Зелігенштадт). Цей маршрут перетинає річку Ленне і спочатку проходить через район Елсі Хагена, потім через Ізерлон на схід. Він закінчується на сході міського району Ізерлон, безпосередньо перед Гемером, на B7.

## Арнсберг–Бествіг
На перехресті Neheim проїжджа частина A445, що веде від Верля до Хохзауерланда, плавно зливається з A46. Він пролягає вздовж східного схилу Рурського регіону, повз Арнсберг і двічі перетинає річку. Тунельні конструкції були побудовані в Арнсберзі-Уентропі та між Фрайєнолем і Веннеменом, і через гірське середовище є численні долинні мости вздовж усієї ділянки маршруту. Автобан проходить повз Мешеде і закінчується на перехресті в Ольсберзі.